# Szovjetszkiji járás (Kurszki terület)
A Szovjetszkiji járás (oroszul: Советский район) Oroszország Kurszki területének egy járása, a terület északkeleti részén. A járás székhelye Ksenszkij.

## Földrajz
Területe 1150 km². A járás a Kurszki terület Cseremiszinovói, Tyimi, Gorsecsnovi, Kasztornojei járásokkal, valamint a Lipecki terület Volovói járásával és az Orjoli terület Dolgojei járásával határos.
A járás fő folyói a Kseny (hosszúsága a régióban 12 km), Raszhovec (25 km), Grjaznaja (26 km), Kresztyiscse (17 km), Perevolocsnaja (13 km), Gorogyiscse (10 km), Grajvoronka (19 km), Ivica (17 km). Mindegyik folyó sekély.

## Történet
A járás 1928-ban alakult a Központi csernozjom terület részeként. A Szovjetszkij nevet a közigazgatási központ – Szovjetszkij falu kapta. A kerület által elfoglalt terület akkor 807 km² volt, lakossága 54 817 fő. Egy évvel később a területet a Központi csernozjom terület Sztarij Oszkol-i járásába helyezték át.

## Lakosság
| Lakosok száma | 23 673 | 21 599 | 21 223 | 18 973 | 18 167 | 17 837 | 17 294 | 16 837 | 16 657 | 16 348 |
|               | 2002   | 2007   | 2009   | 2011   | 2013   | 2014   | 2016   | 2018   | 2019   | 2021   |

Urbanizáció
A városi lakosság (Ksenszkij) 34.17 %-át adja a régió összlakosságának.
Nemzeti összetétel
A 2020-as népszámlálás eredményei szerint a következő nemzetiségek éltek (0,1%-nál nagyobb arányú nemzetiségek):
| Nemzetiség      | Népességszám | Részesedés a teljes népességből |
| --------------- | ------------ | ------------------------------- |
| oroszok         | 15 481       | 94,70 %                         |
| ukránok         | 66           | 0,40 %                          |
| törökök         | 25           | 0,15 %                          |
| örmények        | 20           | 0.12 %                          |
| egyebek         | 756          | 4.63 %                          |
| Teljes népesség | 16 348       | 100.00 %                        |

## Adminisztratív felosztás
A Szovjetkiji járás közigazgatási-területi egységként 18 községi tanácsot és egy munkástelepülést foglal magába.
Az önkormányzati szervezet részeként a községi körzethez 11 település tartozik, ebből 1 városi és 10 vidéki település.

## Települések
A Szovjetszkiji járásban 118 település található, köztük egy városi (dolgozófalu) és 117 vidéki település.

## Gazdaság
A mezőgazdaság a fő gazdasági tevékenység.

## Közlekedés
A területen halad át a Kurszk–Kasztornaja-vasútvonal és a Moszkvai Vasút körzet Kurszk–Orjol-ágának Marmizsi–Verhovje-ága, illetve a Р298 szövetségi út.

## Sport
2007 óta működik a járásban a "Szovjetszkiji Gyermek- és Ifjúsági Sportiskola".

## Kultúra
A területen 47 művelődési ház, művészeti iskola, 36 könyvtár működik.

## Látnivalók
Nyizsnyeje Gurovo faluban található a Boldogságos Szűz Mária születésének temploma (1851), Krasznaja Dolina faluban a Vlagyimir Istenszülő temploma (1829), Lipovcsik faluban a Vlagyimir Istenszülő temploma (1850), Marmizsi faluban a Boldogságos Szűz Mária Közbenjárásának temploma, Vjacseszlav Klikov tervei szerint.

## Híres szülöttei
Vjacseszlav Mihajlovics Klikov szobrász Marmizsi faluban született és temették el.
A Medvegyev család, amelyhez Dmitrij Anatoljevics Medvegyev orosz miniszterelnök is tartozik, Manszurovo faluból származik.
Dmitrij Vitaljevics Bulgakov orosz katonai vezető. 2008. december 2-tól 2010. július 27-ig a fegyveres erők logisztikai főnöke és az Orosz Föderáció védelmi miniszterhelyettese. 2010. július 27. óta – az Orosz Föderáció védelmi miniszterhelyettese.
Alekszej Fjodorovics Maszlov (1953. szeptember 23. Panszkoje falu – ) orosz katonai vezető. 2004. november 5-én Oroszország elnökének rendeletével az Orosz Föderáció szárazföldi erőinek főparancsnokává nevezték ki. 2008. augusztus 1-jén kinevezték az Orosz Föderáció katonai főképviselőjének az Észak-atlanti Szerződés Szervezetébe (NATO) Brüsszelbe.
Vaszilij Matvejevics Barabanscsikov (1922. május 27. – 1990.) szovjet katonai vezető.
Vaszilij Ivanovics Bulgakov(1910. január 1., Kresztiscse falu – 1994) szovjet katonai vezető, altábornagy.